# Zarevo (Raška)
Zarevo (Servisch cyrillisch Зарево) is een plaats in de Servische gemeente  Raška. De plaats telt 71 inwoners (2002).